# Constante de Khintchine

Graphe des suites associées à quelques constantes (rouge : π, bleu : γ, vert : √2), qui semblent tendre vers cette constante.

En théorie des nombres, la constante de Khintchine est la limite, pour presque tout nombre irrationnel, de la moyenne géométrique des premiers coefficients du développement en fraction continue de ce nombre. C'est un résultat démontré par Alexandre Khintchine.
On a donc, pour presque tout {\displaystyle x=a_{0}+{\frac {1}{a_{1}+{\frac {1}{a_{2}+{\frac {1}{a_{3}+\dots }}}}}}\in \mathbb {R} \setminus \mathbb {Q} } :
{\displaystyle \lim _{n\rightarrow \infty }\left(\prod _{i=1}^{n}a_{i}\right)^{1/n}=K}.
Parmi les irrationnels qui n'ont pas cette propriété se trouvent par exemple la racine carrée de 2, celle de 3, le nombre d'or et le nombre e.
Parmi les irrationnels qui semblent avoir cette propriété (d'après des études numériques), figurent les nombres π, γ, et la constante de Khintchine elle-même[réf. nécessaire] (si tant est que ces deux dernières soient irrationnelles, ce qu'on ignore). Néanmoins, ces énoncés ne sont pas démontrés. On ne sait pas si K est rationnel, algébrique, ou transcendant.
La constante K possède l’expression sous forme de produit infini : {\displaystyle K=\prod _{k=1}^{\infty }{\left(1+{1 \over k(k+2)}\right)}^{\log _{2}k}}, et a pour développement décimal : {\displaystyle K=2{,}685\,452\,001\,0\dots }.

## Idée de la démonstration
La preuve qui suit est de Czesław Ryll-Nardzewski (en) et est bien plus simple que la preuve originale de Khintchine qui n'utilisait pas la théorie ergodique.
Remarquant que le coefficient a0 de la fraction continue de x ne joue pas de rôle, et que les nombres rationnels sont de mesure nulle, on se ramène à montrer la propriété sur {\displaystyle I=[0,1]\setminus \mathbb {Q} }. Soit T:I → I définie par
{\displaystyle T([a_{1},a_{2},\dots ])=[a_{2},a_{3},\dots ]}.
La transformation T est un opérateur de Gauss-Kuzmin-Wirsing. Pour tout borélien E de  I, on définit de plus une mesure de Gauss-Kuzmin sur E
{\displaystyle \mu (E)={\frac {1}{\ln 2}}\int _{E}{\frac {\mathrm {d} x}{1+x}}}.
Alors μ est une mesure de probabilité sur la tribu borélienne de  I. La mesure μ est équivalente à la mesure de Lebesgue sur  I, mais T préserve la mesure μ. De plus, on peut montrer que T est une transformation ergodique de l'espace mesurable  I muni de la mesure de probabilité μ (c'est la partie difficile). Le théorème ergodique implique alors que pour toute fonction μ-intégrable f sur  I, la valeur moyenne de {\displaystyle f\left(T^{k}x\right)} est la même pour presque tout {\displaystyle x\in I} :
{\displaystyle \lim _{n\to \infty }{\frac {1}{n}}\sum _{k=0}^{n-1}(f\circ T^{k})(x)=\int _{I}f\,\mathrm {\mu } }.
En appliquant cela à f([a1, a2, ...]) = ln(a1), on obtient
{\displaystyle \lim _{n\to \infty }{\frac {1}{n}}\sum _{k=1}^{n}\ln(a_{k})=\int _{I}f\,\mathrm {d} \mu =\sum _{k=1}^{\infty }\ln(k){\frac {\ln {\bigl (}1+{\frac {1}{k(k+2)}}{\bigr )}}{\ln 2}}}
pour presque tout [a1, a2, ...] dans  I, ce qui conclut.

## Autres expressions
La constante de Khintchine peut être exprimée sous la forme
{\displaystyle \ln K={\frac {1}{\ln 2}}\sum _{n=1}^{\infty }{\frac {\zeta (2n)-1}{n}}\sum _{k=1}^{2n-1}{\frac {(-1)^{k+1}}{k}}},
ou encore
{\displaystyle \ln K={\frac {1}{\ln 2}}\left[-\sum _{k=2}^{N}\ln \left({\frac {k-1}{k}}\right)\ln \left({\frac {k+1}{k}}\right)+\sum _{n=1}^{\infty }{\frac {\zeta (2n,N+1)}{n}}\sum _{k=1}^{2n-1}{\frac {(-1)^{k+1}}{k}}\right]}
où N est un entier, et ζ(s, n) la fonction zêta de Hurwitz complexe. Une expression de la constante en fonction du dilogarithme :
{\displaystyle \ln K=\ln 2+{\frac {1}{\ln 2}}\left[{\mbox{Li}}_{2}\left({\frac {-1}{2}}\right)+{\frac {1}{2}}\sum _{k=2}^{\infty }(-1)^{k}{\mbox{Li}}_{2}\left({\frac {4}{k^{2}}}\right)\right].}

## Généralisation aux moyennes de Hölder
On peut généraliser le résultat précédent en remplaçant la moyenne géométrique par une moyenne de Hölder d'ordre p pour tout réel non nul p < 1 :  pour presque tout irrationnel, la moyenne d'ordre p des n premiers coefficients du développement en fraction continue {\displaystyle \left({\frac {1}{n}}\sum _{k=1}^{n}a_{k}^{p}\right)^{1/p}} tend vers une constante {\displaystyle K_{p}}, ayant pour valeur {\displaystyle \left(\sum _{k=1}^{\infty }-k^{p}\log _{2}\left(1-{\frac {1}{(k+1)^{2}}}\right)\right)^{1/p}},.
..
La valeur de {\displaystyle K=K_{0}} est obtenue en faisant tendre p vers 0.
Dans le cas p = -1, la moyenne de Hölder est la moyenne harmonique, qui conduit à la constante
{\displaystyle K_{-1}=1{,}74540566240\dots } (suite A087491 de l'OEIS).
On trouvera dans  les valeurs, avec leur lien dans l'OEIS, des constantes {\displaystyle K_{p}} pour p entier négatif.